# Phryneta aurivillii
Phryneta aurivillii är en skalbaggsart som beskrevs av Hintz 1913. Phryneta aurivillii ingår i släktet Phryneta och familjen långhorningar. Inga underarter finns listade i Catalogue of Life.